# S. Kannanur
S. Kannanur là một thị xã panchayat của quận Tiruchirappalli thuộc bang Tamil Nadu, Ấn Độ.

## Nhân khẩu
Theo điều tra dân số năm 2001 của Ấn Độ, S. Kannanur có dân số 11.045 người. Phái nam chiếm 49% tổng số dân và phái nữ chiếm 51%. S. Kannanur có tỷ lệ 71% biết đọc biết viết, cao hơn tỷ lệ trung bình toàn quốc là 59,5%: tỷ lệ cho phái nam là 78%, và tỷ lệ cho phái nữ là 64%. Tại S. Kannanur, 11% dân số nhỏ hơn 6 tuổi.